# Midwinter Graces
Sorti le 10 novembre 2009, Midwinter Graces est le onzième album studio de Tori Amos. Il regroupe une sélection de morceaux sur le thème de l'hiver et de Noël. L'album est disponible en version simple ou Deluxe, contenant plusieurs pistes bonus, un DVD et un livret de photos.

## Liste des morceaux
1. What a Child, Nowel (trad.)
2. Star of Wonder (John Henry Hopkins, Jr.)
3. A Silent Night with You
4. Candle: Coventry Carol (trad)
5. Holy, Ivy and Rose (trad.)
6. Harps of Gold (trad.)
7. Snow Angel
8. Jeanette, Isabella (trad.)
9. Pink and Glitter
10. Emmanuel (trad.)
11. Winter's Carol
12. Our New Year

Bonus Edition Deluxe
- Comfort and Joy
- Stille Nacht, Heilige Nacht! (Silent Night, Holy Night) (Josef Mohr / Franz Xaver Gruber / John Freeman Young)

Bonus iTunes
- Good King Wenceslas (trad.)

## Principaux musiciens
- Tori Amos - chant, Bösendorfer (piano), clavecin, synthétiseur
- Matt Chamberlain - batterie, percussions
- John Evans - guitare basse
- Mac Aladdin - guitares
- John Philip Shenale - arrangements pour orchestre, synthétiseur, sampleur